# Lorain (Pennsylvania)
Lorain  è una borough degli Stati Uniti d'America, nella contea di Cambria nello Stato della Pennsylvania. 
Secondo il censimento del 2010 la popolazione è di 759 abitanti.

## Società

### Evoluzione demografica
La composizione etnica vede una maggioranza di quella bianca (97,32%), seguita dagli afroamericani (1,61%) dati del 2000.
| borough di Lorain Popolazione |     |
| 2000                          | 747 |
| Previsione al 2009            | 672 |